# Trofeo europeo femminile FIRA 2011
Il Trofeo europeo femminile FIRA-AER 2011 (in spagnolo Campeonato de Europa de rugby femenino 2011) fu la 16ª edizione del campionato europeo di rugby a 15 femminile ufficialmente organizzato dalla FIRA - AER.
Si tenne tra il 30 aprile e il 7 maggio 2011 in Spagna e fu ospitato dalle città galiziane di Culleredo, Ferrol, Vilagarcía de Arousa e Coruña; quest'ultima fu tra l'altro la sede delle finali per il terzo e il primo posto del torneo.
Il torneo vide in finale le padrone di casa della Spagna e le campionesse europee in carica dell'Inghilterra che si affrontarono a La Coruña per la finale per il titolo: prevalsero le inglesi 5-3 al termine di un incontro molto chiuso, terminato 0-0 dopo il primo tempo e condotto dalla Spagna fino a pochi minuti dal termine grazie a un calcio piazzato di Patricia García nella ripresa; a due minuti dal termine il capitano inglese Sarah Hunter realizzò la meta che ribaltava il risultato e dava alle britanniche la loro quarta vittoria nel torneo.

## Formula
Le partecipanti furono suddivise in due gruppi paritetici da 4 squadre ciascuno e si affrontarono con il metodo del girone all'italiana, in cui ognuna affrontò le altre in gara di sola andata; la classifica finale fu stilata con il punteggio dell'Emisfero Sud (4 punti per la vittoria, 5 per quella con almeno 8 punti di scarto, un eventuale punto di bonus per la squadra che realizza almeno 4 mete e un altrettanto eventuale punto di bonus per la squadra sconfitta se mantiene lo scarto a non più di 7 punti).
Al termine della fase a gironi, la prima classificata di un girone accedette alla finale contro la prima dell'altro girone; alle due seconde classificate fu riservata la finale per il terzo posto, e a scendere per le finali per il quinto e il settimo posto.
In tale torneo tutti gli incontri ebbero una durata di 70' con due tempi di 35' ciascuno.

## Squadre partecipanti
- Finlandia
- Francia
- Inghilterra
- Italia
- Paesi Bassi
- Russia
- Spagna
- Svezia

## Fase a gironi

### Girone A
| Arbitro: | Katharina Pickert |

| |    |  |
| Bravo 2’, 37’ Del Pan 4’, 14’, 63’ B. Pla 7’, 24’ B. García 11’, 20’ de la Llama 18’ P. García 31’ Obregozo 35’, 54’ J. Pla 35’, 39’ Bailan 42’ Esbri 46’ Medin 55’ Lliteras 59’ | mt |  |
| Bravo 2’, 4’, 11’, 20’, 35’, 37’, 39’ P. García 42’, 46’, 54’, 55’, 59’ | tr |  |

| Arbitro: | Claire Hodnett |

|              |      |                                                      |
|              | mt   | 4’ André 14’, 27’ De Nadaï 35’ Rabier 48’, 61’ Coste |
|              | tr   | 14’, 27’, 35’ Yahe 48’, 61’ Gueucier                 |
| Lundgren 33’ | c.p. |                                                      |

| Arbitro: | Sherry Trumbull |

|                          |    |                      |
| González 14’ tecnica 63’ | mt | 30’ André            |
| Bravo 63’                | tr | 13’, 17’ L. Di Muzio |

| Arbitro: | Alexandra Pratt |

|                                       |    |  |
| Lundgren 17’, 19’ Gertz 26’ Alija 59’ | mt |  |

| Arbitro: | Itziar Diaz Murga |

| |    |  |
| André 5’ Gueucier 6’, 9’, 38’ Raymond 13’, 25’ L. Di Muzio 14’ Troncy 32’ Anastiassadis 36’ Mayans 42’ G. Di Muzio 44’ Aguerre 46’ Parra 49’, 53’ Poirot 53’, 70’ Forlani 65’ | mt |  |
| G. Di Muzio 2’, 6’, 9’, 25’, 32’ Aguerre 14’ Gueucier 36’, 38’, 42’, 46’, 49’, 70’                                                                                            | tr |  |

| Arbitro: | Alexandra Pratt |

|                                     |      |                |
| Lliteras 12’ González 48’ Bravo 55’ | mt   |                |
| Bravo 3’, 42’                       | c.p. | 21’ Skagerlind |

#### Classifica girone A
| Pos | Squadra   | G | V | N | P | PF  | PS  | DP   | BMP | Pt |
| --- | --------- | - | - | - | - | --- | --- | ---- | --- | -- |
| 1   | Spagna    | 3 | 3 | 0 | 0 | 149 | 14  | +135 | 1   | 13 |
| 2   | Francia   | 3 | 2 | 0 | 1 | 160 | 18  | +142 | 3   | 11 |
| 3   | Svezia    | 3 | 1 | 0 | 2 | 26  | 58  | −32  | 1   | 5  |
| 4   | Finlandia | 3 | 0 | 0 | 3 | 3   | 248 | −245 | 0   | 0  |

### Girone B
| Arbitro: | Sherry Trumbull |

|  |    |           |
|  | mt | 5’ Wilson |

| Arbitro: | Alexandra Pratt |

|                          |    |                       |
| v. Oorschot 38’ Wiri 65’ | mt | 4’ Petrova 22’ Goceva |
| Sel'jutina 4’            | tr |                       |

| Arbitro: | Itziar Diaz Murga |

|  |    |                                                          |
|  | mt | 1’ M. Packer 5’, 32’ Hoole 9’ Wilson 12’ Hunt 21’ Taylor |
|  | tr | 1’, 5’, 12’ Large                                        |

| Arbitro: | Claire Hodnett |

|                                                               |      |  |
| Pettinelli 5’ Nicchi 14’, 54’ Tondinelli 30’ M.C. Nespoli 34’ | mt   |  |
| Tondinelli 5’, 14’, 54’                                       | tr   |  |
| Tondinelli 20’                                                | c.p. |  |

| Arbitro: | Katharina Pickert |

|                     |      |                                      |
| Furlan 38’ Gai 64’  | mt   | 32’ Mavroudis 48’ Kwee 70’ v. Altena |
| Tondinelli 38’, 64’ | tr   | 48’ Wiri                             |
| Tondinelli 56’      | c.p. |                                      |
|                     | drop | 29’ Wiri                             |

| Arbitro: | Sherry Trumbull |

|  |    |                                                                |
|  | mt | 3’, 48’ Matthews 25’, 58’ Large 34’ McKenna 65’ Hoole 70’ Male |
|  | tr | 25’, 34’ McKenna                                               |

#### Classifica girone B
| Pos | Squadra     | G | V | N | P | PF | PS | DP  | BMP | Pt |
| --- | ----------- | - | - | - | - | -- | -- | --- | --- | -- |
| 1   | Inghilterra | 3 | 3 | 0 | 0 | 80 | 0  | +80 | 2   | 14 |
| 2   | Italia      | 3 | 1 | 0 | 2 | 51 | 25 | +26 | 3   | 7  |
| 3   | Paesi Bassi | 3 | 1 | 0 | 2 | 30 | 70 | −40 | 1   | 5  |
| 4   | Russia      | 3 | 1 | 0 | 2 | 17 | 83 | −66 | 0   | 4  |

## Play-off

### Finale per il 7º posto
| Arbitro: | Alexandra Pratt |

|              |    |                                           |
| Raatikka 46’ | mt | 4’, 52’ Kazakova 10’ Petrova 34’ Smirnova |
|              | tr | 34’ Mucharjamova                          |

### Finale per il 5º posto
| Arbitro: | Itziar Diaz Murga |

|           |    |                                      |
| Boman 42’ | mt | 21’ Kwee 58’ v. Oorschot 61’ Beijens |
|           | tr | 21’, 58’, 61’ Wiri                   |

### Finale per il 3º posto
| Arbitro: | Claire Hodnett |

|                      |      |               |
| Mayans 14’ Parra 18’ | mt   | 9’ Severin    |
| L. Di Muzio 14’, 18’ | tr   | 9’ Tondinelli |
| L. Di Muzio 41’      | c.p. |               |

### Finale
| Arbitro: | Sherry Trumbull |

| |              | |
| | mt           | 68’ Hunter |
| P. García 50’ | c.p.         | |
| J. Pla Martínez Bravo Obregozo Rial P. García B. Pla Otxoa González R. García Bailán Porres de la Llama Medín del Pan | Formazioni   | · Hunt · Staniford · Roberts · Large · Matthews · Oliver · Rozario · Purdy · Fleetwood 37’ · Crowley · Taylor · Burnfield · M. Packer 57’ · Leonard · Hunter |
| | Sostituzioni | · Poore 37’ · Male 57’ |
| Inés Etxegibel | Allenatori   | Kenneth Deacon |